# Conoplea novae-zelandiae
Conoplea novae-zelandiae är en svampart som beskrevs av S. Hughes 1978. Conoplea novae-zelandiae ingår i släktet Conoplea och familjen Sarcosomataceae.   Inga underarter finns listade i Catalogue of Life.